# Brachythecium velutinum
Brachythecium velutinum là một loài Rêu trong họ Brachytheciaceae. Loài này được (Hedw.) Schimp. mô tả khoa học đầu tiên năm 1853.